# WWF No Mercy
WWF No Mercy („Световна федерация по кеч без милост“) е игра за конзолата Nintendo 64 излязла на пазара през 15 декември 2000 г., изработена е от известната фирма за кеч игри „THQ“, може да се подкара и на компютър с емулатор „project64“ играта може да бъде модвана, което не е никак трудно повече информация във Българския сайт за Wwf No Mercy.
Ето и малко повече за самата игра като геймплай и графика:Във играта има нови неща със сравнение с предишното издание „WrestleMania 2000“ всеки кечист има 4 вида облекло, които могат да бъдат редактирани включително име, височина, тегло, музика и т.н., в графиката също се вижда подобрение, също така виждаме и нови видове мачове като: „Мач със стълби“ и „Специален Рефер“, но се забелязва липсата в играта на „Грамадата“ който по това време е бил в друга федерация. Също така играта получава много добра оценка 9.0 от IGN и 7.7 GameSpot от общо 10.